# Drymobius melanotropis
Drymobius melanotropis är en ormart som beskrevs av Cope 1876. Drymobius melanotropis ingår i släktet Drymobius och familjen snokar. Inga underarter finns listade i Catalogue of Life.
Arten förekommer med flera från varandra skilda populationer i södra Honduras, Nicaragua och Costa Rica. Den lever i låglandet och i bergstrakter mellan 30 och 1060 meter över havet. Drymobius melanotropis vistas i ursprungliga fuktiga skogar. Honor lägger ägg.
Ibland dödas exemplar av personer som inte vill ha ormar nära sin bostad. Även landskapets anpassning till människans behov hotar beståndet. I regionen inrättades några skyddszoner. Antagligen minskar hela populationen lite men Drymobius melanotropis är fortfarande vanligt förekommande. IUCN kategoriserar arten globalt som livskraftig.